# Белиевка
Бели́евка (укр. Біліївка) — село, входит в Володарский район Киевской области Украины в бассейне реки Березянка.
Население по переписи 2001 года составляло 307 человек. Почтовый индекс — 09311.

## Местный совет
09312, Київська обл., Володарський, р-н, с. Біліївка, вул. Шевченка,2 (укр.)

## Историческая справка
Похилевич Л. И. Сказания о населённых местностях Киевской губернии:
«Белиевка, село при ручье Лаврике, за 3 версты при деревне Гайвороне, в Березянку впадающем Местоположение имения гористое. Жителей обоего пола 827 православных, кроме владельцев, держащихся латинства. Земли 8560 десятин. После князей Вишневецких селением этим владел до 1799 года каштелян Овручский двуименный Мартын и Антон Рыбинский, продавший в этом году Белиевку Александру Березовскому. Ныне Белиевка принадлежит внукам Березовского Антону, Генриху, Киприану Березовским и двум их сестрам с матерью Людвигой. Церковь деревянная, во имя Иоанна Богослова, построена около 1770 года, так как с этого года хранятся в ней метрические записи, иконостас её куплен в 1809 году из Сквирской соборной церкви. По штатам причислена к 6-му классу; земли имеет 39 десятин.»